# The Georgia Satellites
The Georgia Satellites es una banda de rock sureño formada en la ciudad de Atlanta, Estados Unidos. Inspirados por artistas y bandas como Elvis Presley, The Rolling Stones y AC/DC, lograron popularidad por su senclillo de 1986 "Keep Your Hands to Yourself". Grabaron cuatro álbumes de estudio entre 1986 y 1997. El guitarrista Dan Baird, Rick Richards, Keith Christopher y David Michaelson, formaron una banda llamada Keith and the Satellites en 1980, lo que sería la primera versión de The Georgia Satellites.

## Personal

### Miembros actuales
- Rick Richards – guitarra, voz (1980-1984, 1985-1990, 1993-presente)
- Bruce Smith – bajo, voz (1993-1995, 2013–presente)
- Fred McNeal – guitarra, voz (2013–presente)
- Todd Johnston – batería (2001–presente)

### Miembros anteriores
- Dan Baird – voz, guitarra (1980-1984, 1985-1990)
- Rick Price – bajo, voz (1985-1990, 1993–2013)
- Keith Christopher – bajo (1980-1982)
- David Michaelson – batería (1980-1982)
- Dave Hewitt – bajo (1982-1984)
- Randy Delay – batería (1982-1984; fallecido en 1993)
- Mauro Magellan – batería (1985-1990)
- Kenny Head – teclados (1998–2013)
- Billy Pitts – batería (1993–2000)
- Mac Crawford – batería (2000–2001)
- Jeremy Graff – guitarra (1995–1997)

## Discografía

### Estudio
- Georgia Satellites (1986)
- Open All Night (1988)
- In the Land of Salvation and Sin (1989)
- Shaken Not Stirred (1997)[2]

### EP
- Keep the Faith (1985)

### Compilados
- Let It Rock: The Best of the Georgia Satellites (1993)

### Sencillos
| Año  | Canción                       | US Hot 100 | Rock |
| ---- | ----------------------------- | ---------- | ---- |
| 1986 | "Keep Your Hands to Yourself" | 2          | 2    |
| 1986 | "Battleship Chains"           | 86         | 11   |
| 1986 | "Railroad Steel"              | —          | 34   |
| 1988 | "Open All Night"              | —          | 6    |
| 1988 | "Hippy Hippy Shake"           | 45         | 13   |
| 1988 | "Don't Pass Me By"            | —          | 33   |